# Комелло, Лодовика
Лодовика Комелло (итал. Lodovica Comello; 13 апреля 1990, Сан-Даниеле-дель-Фриули) — итальянская актриса, певица, танцовщица, ведущая. В России наиболее известна по сериалу «Виолетта». Посол доброй воли ЮНИСЕФ. Рост — 1,67 см, вес — 55 кг.

## Биография
Родилась 13 апреля 1990 года в Сан-Даниэле-дель-Фриули, Италия. Лодовика — третий ребёнок в семье Паоло и Аны Комелло. С ранних лет занималась танцами, пением и игрой на гитаре. В 2009 году она обучалась в MAS (Music, Art & Show — Музыка, Искусство, Шоу) в «Music Academy» («Музыкальная Академия»).

## Карьера
В 2009—2011 годах Лодовика приняла участие в турне «Il Mondo di Patty» итальянской версии «Гадкого Утёнка» в Италии и Испании и вместе с танцовщицей Лаурой Эскивель. Также участвовала в качестве танцовщицы в Европейском турне аргентинской актрисы Бренды Асникар под названием «Antonella in concerto».
В 2011 году приступила к работе над ролью Франчески в сериале «Виолетта», что принесло ей глобальный успех в короткие сроки. В 2013 году вместе с Мартиной Штоссель участвовала в итальянском дубляже мультфильма «Университет монстров». В 2013 году начался тур «Violetta en vivo» в Европе и Латинской Америке, в котором Лодовика вновь выступает в роли Франчески.
В 2013 году она также занялась своей сольной карьерой. В октябре был записан дебютный альбом под названием «Universo» на испанском и английском языках. В 2014 году планируется презентация диска в Аргентине. Также продолжает сниматься в сериале «Виолетта».
В 2014 году снималась в 3-м сезоне аргентинского сериала «Виолетта».
3 февраля 2015 года выпустила второй альбом, «Mariposa», в Италии. Альбом содержит 12 песен на испанском, итальянском, и английском языках; альбом в подарочном издании содержит пять песен на итальянском языке. Главный сингл альбома, «Todo El Resto No Cuenta», был выпущен на iTunes 30 января 2015 года. Премьера музыкального видео состоялась на день позже — 31 января 2015 года.
1 февраля 2015 года в Риме начался её мировой тур «Lodovica World Tour». Тур прошёл по всей Италии и длился с февраля до середины марта. Также было назначено шоу на середину апреля в Париже и концерты в Испании, Латинской Америке, Португалии, Польше, Бельгии, и Венгрии.
С 2015 года является членом организации ЮНИСЕФ.
Является ведущей «Италия ищет таланты» (с 2016).
Ведущая «Италия ищет детские таланты» (с 2016).
Является ведущей нового итальянского шоу: «Singing In The Car».
В 2016 году снималась в новом фильме Фаусто Брицци «Бедные, но богатые».
В 2017 году снялась в продолжении фильма «Бедные, но богатые».
Финалистка Sanremo 2016.
В 2020 году у неё родился сын Тео.

## Личная жизнь
1 апреля 2015 года вышла замуж за режиссёра Томаса Гольдшмидта, с которым встречалась 3 года до свадьбы. В сентябре 2016 они совершили церемонию бракосочетания.. Пара познакомилась на съемках сериала «Виолетта».
31 октября 2019 года Людовика в своём аккаунте Instagram объявила о беременности. 
16 марта 2020 года у неё родился сын Тео.

## Фильмография
| Год       |    | Русское название     | Оригинальное название | Роль                       |
| --------- | -- | -------------------- | --------------------- | -------------------------- |
| 2012—2015 | с  | Виолетта             | Violetta              | Франческа                  |
| 2013      | мф | Университет монстров | Monsters University   | Бритни Дэвис               |
| 2015      | мф | Головоломка          | Inside Out            | Радость / Gioia            |
| 2016      | мф | Охотница на орлов    | The Eagle Huntress    | Рассказчик / Voce narrante |
| 2016      | ф  | Бедные, но богатые   | Poveri ma ricchi      | Valentina                  |

## Туры
| Год       | Название              | Роль       | Страна                    |
| --------- | --------------------- | ---------- | ------------------------- |
| 2009      | Il mondo di Patty     | танцовщица | Италия — Испания          |
| 2010      | Antonella in concerto | танцовщица | Европа                    |
| 2013—2014 | Violetta en vivo      | Франческа  | Латинская Америка, Европа |
| 2014—2015 | Lodovica Word Tour    | певица     | Европа                    |

## Дискография

### Саундтреки
- 2012: Violetta[18]
- 2012: Cantar es lo que soy[19]
- 2013: Hoy somos más[20]
- 2013: Violetta en vivo[21]

### Сольные альбомы
- 2013: Universo
- 2015: Mariposa

### Синглы
- 2016: Non Cadiamo Mai
- 2016: Il Cielo Non Mi Basta
- 2016: Le Mille Bolle Blu
- 2017: 50 Shades of Colours
- 2018: Run

## Награды и номинации
| Год  | Премия                       | Категория                    | Роль      | Итог      |
| ---- | ---------------------------- | ---------------------------- | --------- | --------- |
| 2013 | Kids Choice Awards Argentina | Лучшая телевизионная актриса | Франческа | Номинация |